# ヤング ソウル ダイナマイト
『ヤング ソウル ダイナマイト』は、1999年10月14日に発売されたウルフルズ19枚目のシングル。発売元は東芝EMI。

## 解説
- DDIポケットハイブリッド携帯通信・H（エッジ）CMソング。トータス本人もCMに出演している。

## 収録曲
全曲 作詞・作曲：トータス松本、編曲：ウルフルズ・藤井丈司
1. ヤング ソウル ダイナマイト
2. いくつになっても
3. ヤング ソウル ダイナマイト（DYNAMITE MIX 〜脈打つ鼓動編）
4. ヤング ソウル ダイナマイト（インストゥルメンタル）

## カバー
ヤング ソウル ダイナマイト
- Superfly - ウルフルズ トリビュートアルバム『ウルフルズトリビュート 〜Best of Girl Friends〜』（2017年2月22日）収録